# Georgetown (Minnesota)
Georgetown es una ciudad ubicada en el condado de Clay en el estado estadounidense de Minnesota. En el Censo de 2010 tenía una población de 129 habitantes y una densidad poblacional de 49,76 personas por km².

## Geografía
Georgetown se encuentra ubicada en las coordenadas 47°4′42″N 96°47′45″O / 47.07833, -96.79583. Según la Oficina del Censo de los Estados Unidos, Georgetown tiene una superficie total de 2.59 km², de la cual 2.59 km² corresponden a tierra firme y (0%) 0 km² es agua.

## Demografía
Según el censo de 2010, había 129 personas residiendo en Georgetown. La densidad de población era de 49,76 hab./km². De los 129 habitantes, Georgetown estaba compuesto por el 95.35% blancos, el 0% eran afroamericanos, el 2.33% eran amerindios, el 0% eran asiáticos, el 0% eran isleños del Pacífico, el 1.55% eran de otras razas y el 0.78% pertenecían a dos o más razas. Del total de la población el 3.88% eran hispanos o latinos de cualquier raza.